# Kolonia Brudzewice
Kolonia Brudzewice – część  wsi Brudzewice w Polsce położona w województwie zachodniopomorskim, w powiecie stargardzkim, w gminie Suchań. 
Kolonia Brudzewice wchodzi w skład sołectwa Brudzewice, położona 7,5 km na północny zachód od Suchania (siedziby gminy) i 12 km na wschód od Stargardu (siedziby powiatu).
W latach 1975–1998 Kolonia Brudzewice należała administracyjnie do województwa szczecińskiego.
Zobacz też: Brudzewice